# Dinòmaca
Dinòmaca (en llatí Deinomacha, en grec antic Δεινομάχη) va ser una dama atenenca de la família dels alcmeònides que va viure al segle v aC.
Era filla de Mègacles, el cap de la casa dels alcmeònides d'Atenes Era neta de Clístenes, i mare d'Alcibíades, segons diuen Plutarc i Ateneu de Nàucratis. Anteriorment havia estat casada (i segons Plutarc divorciada) amb Hipònic III, estrateg atenenc que havia mort l'any 424 aC.